# Sicherheitsüberprüfungsfeststellungsverordnung
Die Sicherheitsüberprüfungsfeststellungsverordnung (SÜFV) ist eine Rechtsverordnung der deutschen Bundesregierung. In ihr wird festgelegt, welche Behörden des Bundes Aufgaben von vergleichbarer Sicherheitsempfindlichkeit wie die der Nachrichtendienste des Bundes wahrnehmen sowie welche Einrichtungen zu den lebens- oder verteidigungswichtigen Einrichtungen im Sinne des § 1 Abs. 4 des Sicherheitsüberprüfungsgesetzes zählen.

## Vergleichbare Sicherheitsempfindlichkeit wie die Nachrichtendienste des Bundes
Nach § 1 der Verordnung nehmen folgende Behörden des Bundes Aufgaben von vergleichbarer Sicherheitsempfindlichkeit wie die der Nachrichtendienste des Bundes wahr:
1. die Bundespolizei, soweit sie Aufgaben nach § 10 des Bundespolizeigesetzes auf dem Gebiet der Funktechnik und funkbetrieblichen Auswertung für das Bundesamt für Verfassungsschutz wahrnimmt (ehemals Gruppe Fernmeldewesen; heute Referat 56 des Zentrums für Informations- und Kommunikationstechnik),
2. das Bundeskriminalamt, soweit es seine polizeiliche Aufgabe auf den Gebieten der Spionageabwehr und der Terrorismusbekämpfung sowie der Strafverfolgung solcher Erscheinungsformen der organisierten Kriminalität wahrnimmt, bei deren Aufklärung eine dauerhafte Zusammenarbeit mit den Nachrichtendiensten des Bundes erfolgt,
3. die Bundeswehr, soweit sie Aufgaben der Fernmelde- und elektronischen Aufklärung wahrnimmt und dabei eine dauerhafte Zusammenarbeit mit den Nachrichtendiensten des Bundes erfolgt,
4. das Zollkriminalamt, soweit es bei seiner Aufgabe der Verhütung und Verfolgung von Zuwiderhandlungen gegen Bestimmungen des Außenwirtschaftsgesetzes und Kriegswaffenkontrollgesetzes sowie der Strafverfolgung solcher Erscheinungsformen der organisierten Kriminalität tätig wird, bei deren Aufklärung eine dauerhafte Zusammenarbeit mit den Nachrichtendiensten des Bundes erfolgt,
5. der Generalbundesanwalt, soweit er bei Ermittlungstätigkeiten auf dem Gebiet der Spionageabwehr und der Terrorismusbekämpfung übermittelte Informationen der Nachrichtendienste des Bundes verwendet,
6. die Zentralstelle für Finanztransaktionsuntersuchungen, soweit sie bei ihrer Aufgabe der Verhinderung, Aufdeckung und Unterstützung bei der Bekämpfung von Geldwäsche und Terrorismusfinanzierung Erscheinungsformen der organisierten Kriminalität oder des Terrorismus wahrnimmt und eine dauerhafte Zusammenarbeit mit den Nachrichtendiensten des Bundes erfolgt.

Infolge dieser Festlegung ist bei den oben genannten Einrichtungen beschäftigten Personen wie bei Personen, die für die Nachrichtendienste des Bundes tätig werden sollen, eine erweiterte Sicherheitsüberprüfung mit Sicherheitsermittlungen (Ü3) durchzuführen. Dies ist unabhängig davon, ob sie sich Zugang zu mit dem Geheimhaltungsgrad STRENG GEHEIM eingestuften Verschlusssachen oder zu einer hohen Anzahl GEHEIM eingestuften Verschlusssachen erhalten sollen oder ihn sich verschaffen können.

## Lebenswichtige Einrichtungen
Lebenswichtige Einrichtungen bestehen in Deutschland nach der Verordnung im öffentlichen und nichtöffentlichen Bereich.

### Öffentlicher Bereich
Lebenswichtige Einrichtungen gemäß § 2–9 der Verordnung sind:
- der Polizeivollzugsdienst beim Deutschen Bundestag
- die technischen Arbeitseinheiten/Arbeitseinheiten der Informationstechnik/Arbeitseinheiten, die den Betrieb der Informations- und Kommunikationstechnik sicherstellen, des Deutschen Bundestages, des Bundesrates, des Bundesverfassungsgerichts, der obersten Bundesbehörden und deren Geschäftsbereichen, deren Ausfall deren Tätigkeiten unmittelbar erheblich beeinträchtigen würde
- die Arbeitseinheiten, die der Informationstechnik der Deutschen Bundesbank beim unbaren Großbetragszahlungsverkehr dienen, sowie die Einrichtungen der zentralen Bargeldversorgung
- im Bundesministerium des Innern, für Bau und Heimat der Leitungsbereich für den Zivil- und Katastrophenschutz und in dessen Geschäftsbereich das Bundesamt für Bevölkerungsschutz und Katastrophenhilfe und die Bundesanstalt Technisches Hilfswerk sowie die Bundesanstalt für den Digitalfunk der Behörden und Organisationen mit Sicherheitsaufgaben
- im Geschäftsbereich des Bundesministeriums für Arbeit und Soziales die Arbeitseinheiten der Informationsverarbeitung und der Informationstechnik, die die Gewährung von unterhaltssichernden Leistungen durch die Bundesagentur für Arbeit sowie von Leistungen zur Daseinsvorsorge bei oder für Sozialversicherungsträger sicherstellen
- im Geschäftsbereich des Bundesministeriums für Gesundheit das Robert Koch-Institut
- im Geschäftsbereich des Bundesministeriums für Ernährung und Landwirtschaft Arbeitseinheiten wissenschaftlicher Einrichtungen, die in erheblichem Umfang mit hochtoxischen Stoffen oder pathogenen Mikroorganismen arbeiten.

Lebenswichtig sind solche Einrichtungen, deren Beeinträchtigung auf Grund der ihnen anhaftenden betrieblichen Eigengefahr die Gesundheit oder das Leben großer Teile der Bevölkerung erheblich gefährden kann oder die für das Funktionieren des Gemeinwesens unverzichtbar sind und deren Beeinträchtigung erhebliche Unruhe in großen Teilen der Bevölkerung und somit Gefahren für die öffentliche Sicherheit oder Ordnung entstehen lassen würde (§ 1 Abs. 5 S. 1 SÜG).

### Nichtöffentlicher Bereich
Lebenswichtige Einrichtungen im nichtöffentlichen Bereich sind gemäß der Verordnung die Teile von Unternehmen, die mit dem Aufbau oder Betrieb des Digitalfunks der Behörden und Organisationen mit Sicherheitsaufgaben oder der Informations- und Kommunikationstechnik des Bundes beauftragt sind und deren Ausfall den Aufbau oder Betrieb des Digitalfunks der Behörden und Organisationen mit Sicherheitsaufgaben bzw. die Tätigkeit der obersten Bundesbehörden sowie von deren Geschäftsbereichen unmittelbar erheblich beeinträchtigen würde (§ 13 SÜFV).
Des Weiteren die Teile von Telekommunikationsunternehmen, die technische Einrichtungen, Systeme oder Server, die als Nachrichten identifizierbare elektromagnetische oder optische Signale oder Daten im Rahmen der Erbringung eines Telekommunikationsdienstes senden, übertragen, vermitteln, empfangen, steuern oder kontrollieren können („Telekommunikationsanlagen“) betreiben, deren Ausfall das Bereitstellen oder Aufrechterhalten der Telekommunikationsdienste nach dem Telekommunikationsgesetz erheblich beeinträchtigen kann sowie die Teile von Unternehmen, die Leitstellen für das Elektrizitätsübertragungsnetz betreiben, deren Ausfall die überregionale Elektrizitätsversorgung erheblich beeinträchtigen kann (§ 18 Abs. 1 SÜFV).
Ferner die Teile von Unternehmen, in deren Betriebsbereich gefährliche Stoffe bestimmter Mengen vorhanden sind, soweit der Betrieb nicht ausreichend durch organisatorische oder technische Maßnahmen gegen Eingriffe Unbefugter geschützt und dies in einem Sicherheitsbericht dokumentiert ist (§ 17 SÜFV).
Schließlich die Leitstellen von Unternehmen, die mit Eisenbahnen oder mit Untergrundbahnen Personen oder Güter befördern sowie die Teile von Unternehmen, in denen bestimmte Sicherungspläne verantwortlich erstellt werden oder die zu diesen vollständigen Sicherungsplänen Zugang haben (§ 18 SÜFV).

## Verteidigungswichtige Einrichtungen
Verteidigungswichtig sind außerhalb des Geschäftsbereiches des Bundesministeriums der Verteidigung solche Einrichtungen, die der Herstellung oder Erhaltung der Verteidigungsbereitschaft dienen und deren Beeinträchtigung auf Grund fehlender kurzfristiger Ersetzbarkeit die Funktionsfähigkeit, insbesondere die Ausrüstung, Führung und Unterstützung der Bundeswehr und verbündeter Streitkräfte sowie der Zivilen Verteidigung, oder der ihnen anhaftenden betrieblichen Eigengefahr die Gesundheit oder das Leben großer Teile der Bevölkerung erheblich gefährden kann (§ 1 Abs. 5 S. 2 SÜG). In diesem Sinne sind verteidigungswichtige Einrichtungen im Zuständigkeitsbereich des Bundesministeriums für Wirtschaft und Energie die Teile von Unternehmen, die unmittelbar dem Bau, der Wartung oder der Reparatur von wehrtechnischen Fahrzeugen, wehrtechnischem Material oder von Marineschiffen dienen (§ 10 Abs. 2 SÜFV).